# Abakania
Abakania – rodzaj stawonogów z wymarłej gromady trylobitów.
Żyła we wczesnym kambrze (od 524 do 518,5 milionów lat temu).